# Isla Cumprida
Isla Cumprida är en ö i Bolivia.   Den ligger i departementet Beni, i den nordöstra delen av landet, 700 km norr om huvudstaden Sucre.
I omgivningarna runt Isla Cumprida växer i huvudsak städsegrön lövskog. Trakten runt Isla Cumprida är nära nog obefolkad, med mindre än två invånare per kvadratkilometer.